# Конно Альвіна Йоханнівна
Альвіна (Альвіне-Катаріне) Йоханнівна Конно (30 березня 1901, волость Саарде Ліфляндської губернії, тепер повіту Пярнумаа, Естонія — 18 березня 1994, місто Таллінн, Естонія) — радянська естонська партійна діячка, завідувач відділу із роботи серед жінок ЦК КП Естонії, 1-й секретар Косеського і Рапласького райкомів КП Естонії. Депутат Верховної ради Естонської РСР 3-го скликання. Депутат Верховної ради СРСР 4-го скликання.

## Життєпис
Народилася в багатодітній родині наймита Юхана Лєесмента і Кадрі Лєесмент (Сабас). У 1914 році разом із родиною переїхала до Ярославської губернії, де батьки наймитували та працювали в сільському господарстві.
У 1923 році закінчила сільськогосподарський технікум.
З 1923 року працювала інструктором із молочного господарства в Іловенському технікумі тваринництва Ярославської губернії.
У 1931—1934 роках — помічник районного агронома, зоотехнік районного відділення Свиноводколгоспцентру, зоотехнік із племінного тваринництва Пошехоно-Володарського районного земельного відділу Івановської області.
У 1934—1942 роках — зоотехнік-лаборант і молодший науковий співробітник Ярославської зональної дослідної станції із тваринництва в місті Тутаєві.
Член ВКП(б) з 1940 року.
У 1942—1945 роках — інструктор Тутаєвського районного комітету ВКП(б) Ярославської області, секретар партійного бюро в Тутаєвському племінному господарстві «Ярославський».
З 1944 року — на партійній роботі в Естонській РСР. У 1944—1949 роках — інструктор сільськогосподарського відділу ЦК КП(б) Естонії.
У грудні 1949 — жовтні 1950 року — секретар Хар'юмаського повітового комітету КП(б) Естонії.
У жовтні 1950—1952 роках — 1-й секретар Косеського районного комітету КП(б) Естонії.
У 1952 році — секретар Таллінського обласного комітету КП(б) Естонії.
У 1952—1953 роках — завідувач відділу із роботи серед жінок ЦК КП Естонії.
У 1953 році закінчила заочно Московську сільськогосподарську академію імені Тімірязєва.
У 1953—1957 роках — 1-й секретар Рапласького районного комітету КП Естонії.
Подальша доля невідома.
Потім — на пенсії. Померла 18 березня 1994 року в місті Таллінні. Похована на цвинтарі Пярнамяе.

## Нагороди
- орден «Знак Пошани»
- медаль «За доблесну працю у Великій Вітчизняній війні 1941—1945 рр.»
- медалі